# Digitaria pearsonii
Digitaria pearsonii är en gräsart som beskrevs av Otto Stapf. Digitaria pearsonii ingår i släktet fingerhirser, och familjen gräs. Inga underarter finns listade i Catalogue of Life.